# Loewia brevifrons
Loewia brevifrons är en tvåvingeart som först beskrevs av Camillo Rondani 1856.  Loewia brevifrons ingår i släktet Loewia och familjen parasitflugor. Inga underarter finns listade i Catalogue of Life.